# 7475 Kaizuka
7475 Kaizuka è un asteroide della fascia principale. Scoperto nel 1992, presenta un'orbita caratterizzata da un semiasse maggiore pari a 2,2836843 UA e da un'eccentricità di 0,0780632, inclinata di 5,36457° rispetto all'eclittica.